# Monzón
Monzón je mali grad u španjolskoj autonomnoj zajednici Aragoniji. 

## Zemljopisni smještaj
Grad je smješten na sjeveroistoku Aragonije.

## Stanovništvo
Grad ima 17.115 stanovnika. 

## Gradovi prijatelji
Monzón ima uspostavljenu prijateljsku suradnju sa sljedećim gradovima:
| - Barcelona, Španjolska - Muret, Francuska |